# Pierre Attaingnant
Pierre Attaingnant (Attaignant, Atteignant, Attingens) – (ok. 1494–1552) – francuski drukarz, księgarz i wydawca druków muzycznych działający w Paryżu w XVI wieku. Jako pierwszy wynalazł i zastosował pojedyncze czcionki nutowe.

## Działalność
W 1514 r. otworzył w Paryżu księgarnię, a następnie drukarnię. Zasłynął wprowadzeniem w swoim zakładzie w roku 1527 druku jednokrotnego nut, wykorzystującego czcionki ze znakiem nuty i należącym do niej fragmentem pięciolinii. Metodą tą wydrukował wówczas zbiór pieśni Chansons nouvelles en musique à quatre parties.
Attaingnant jako pierwszy zaczął również drukować we Francji muzykę polifoniczną – okres jego działalności zapoczątkował intensywny rozwój francuskiego drukarstwa muzycznego. W roku 1538 otrzymał tytuł królewskiego księgarza i drukarza muzycznego. W latach 1537–1543 wydawał wraz z
Hubertem Julletem zbiory pieśni. Przyczynił się do popularyzacji XVI-wiecznej chanson, jako wieloletni wydawca utworów Clémenta Janequina oraz Claudina de Sermisy. Nieustannie poszukiwał również mniej znanych kompozytorów, których dzieła chętnie publikował. Po śmierci Attaingnanta wydawnictwo przejęła żona drukarza, Marie Lescallopier, kontynuując jego działalność do roku 1557.

## Publikacje
Repertuar wydawniczy obejmował utwory kompozytorów takich jak: Josquin des Prés, Antoine de Févin, Pierre de la Rue, Jean Mouton, Nicolas Gombert, Jacques Arcadelt.
W zakładzie Attaingnanta wydrukowano łącznie ok. 150 wydawnictw muzycznych o wyjątkowej estetyce szaty graficznej.
- 2 tys. pieśni, w tym zbiory[2]:
  - Chansons nouvelles en musique à quatre parties (1527)
  - C. Janequin, Les chansons de la guerre, la chase, le chant des oyseaux, l'alouette, le rossignol (1537)
- 5 zbiorów tańców, w tym:
  - 9 basses dances,2 branles,25 pavennes (1539)
  - Second livre contenant 3 gaillardes, 3 pavannes, 23 branles (1547)
  - Cinquiesme livre de danceries à quatre parties... (1550)
- ok. 30 mszy, w tym:
  - Primus [-septimus] Liber viginti missarum musicalium (1532)
  - Missarum musicalium 4 vocum cum suis motetis liber Primus [-tertius] (1534–1540)
- ok. 100 motetów (1534–1535)
- 2 zbiory utworów na flet
- 2 tabulatury lutniowe
- 10 tabulatur na instrumenty klawiszowe